# Papy-boom
Le papy-boom désigne le grand nombre de départs à la retraite qui doivent avoir lieu entre 2006 et 2025 dans les pays développés. Le papy-boom est une conséquence prévisible du baby-boom de l'après-guerre, de l'allongement de l'espérance de vie et de la baisse de la natalité qui provoque un vieillissement démographique. Ce phénomène a une influence importante sur l'ensemble de la société, en particulier dans le domaine de l’économie  : il participe à la hausse générale des dépenses de santé, créée une hausse de mortalité, il remet en question l'équilibre du financement des retraites et la stabilisation de la  population active.
Depuis le début du XXIe siècle, les secteurs liés à la gestion des ressources humaines s'intéressent à la question et le terme « management des séniors » apparaît de plus en plus fréquemment chez les entreprises de recrutement, dans la presse économique et — plus récemment — dans les médias destinés au grand public.

## L'emploi des séniors
La France se caractérise par une grande faiblesse du taux d'emploi des seniors, à l'inverse de la situation de l'Europe du Nord (en 2009, la proportion des 50-64 ans en activité était de 38 % en France, contre 70 % en Suède).

## Conséquences
Les entreprises doivent éviter des pertes des connaissances et de savoir-faire liées à l'expérience acquise par les seniors. Le non-remplacement des départs à la retraite peut permettre de diminuer le sureffectif dans certains secteurs, mais accentue le manque de candidats à l'embauche dans d'autres secteurs (agriculture par exemple, mais aussi PME) et déséquilibre le corps social au sein des entreprises.
Le papy-boom est une des explications de la hausse des prix de l'immobilier en France.
Pour Peter Praet de la BCE, le papy-boom pourrait avoir pour conséquence « une réduction de l'offre de travail et un ralentissement des gains de productivité, la croissance et les taux d'intérêt resteront bas ».

## Financement du grand âge et de la dépendance

### Les pensions de retraite
Au niveau politique, de nombreux États ont engagé des réformes des retraites afin de garantir le financement des pensions. La solution adoptée par un certain nombre de pays est l'augmentation de l’âge de départ à la retraite, plutôt que l'augmentation des cotisations (ou la suppression des allègements) en justifiant cela par l'augmentation de l'espérance de vie. Par exemple, en Allemagne, les gouvernements ont choisi d'élever l'âge légal du départ à la retraite de 65 à 67 ans entre 2012 et 2029.
Selon une étude de l'INSEE parue en 2014, la décennie 2010-2020 devrait voir en France huit millions de personnes, soit 31 % de la population active, partir en retraite.
Certains pays prévoyants ont mis en place des fonds de réserves pour les retraites (cas de la France pendant la période du gouvernement Jospin).
Depuis plus de vingt ans, de nombreuses réformes et actions ont été mises en œuvre : réforme Balladur, réforme de 2003, plan d'activité des séniors de 2005, réforme des régimes spéciaux de 2007, amendement Jacquat permettant aux séniors de rester en activité jusqu'à 70 ans, taxation des entreprises n'ayant pas mis en place des actions en faveur de l'emploi des séniors.

### Les alternatives à la pension de retraite
Commandé par le Premier Ministre, le rapport Libault "Grand âge et Autonomie" est paru en mars 2019. Il préconise que "la mobilisation des patrimoines doit être facilitée pour le financement de la perte d’autonomie, à travers le développement d’instruments spécifiques, en particulier les sorties en rentes viagères des produits d’épargne, les solutions modernisées et mutualisées de viager et le prêt viager hypothécaire adapté aux situations de perte d’autonomie."  

## Influence sur la mortalité
Le vieillissement démographique a aussi une conséquence directe sur le nombre de décès annuels.
La courbe des décès révèle un accroissement de 120 000 décès entre la fin de plateau en 2006 et 3 années constantes en 2022, ce que le papy-boom explique en majeure partie :

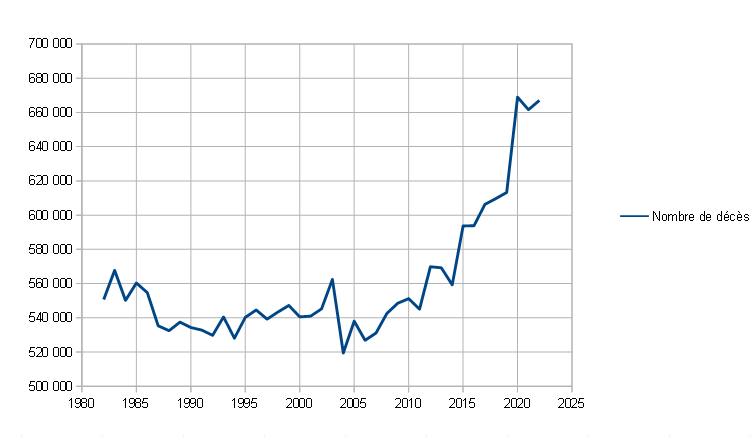
Courbe des décès en France.

En France le baby-boom créée environ 800 000  naissances par an à partir de 1946, au moins jusqu'en 1974 , donc 800 000 par an de plus de 60 ans à partir de 1946 + 60 = 2006. 
Puisque 90 % de la mortalité est due aux plus de 60 ans, et qu'environ 1% de la population totale décède chaque année, pour 2022 cela créée un accroissement de mortalité de :
(2022 – 2006) x 800 000 x 90 % x 1 %  = 115 200, l'allongement de la durée de vie expliquant le reliquat de 4 % de 115 200 à 120 000. 
Le fait que cette nouvelle population vieillissante soit plus sensible aux épidémies périodiques comme la grippe ou le covid-19  explique les hausses brutales de mortalité observées en 2012, 2015 et 2020, et sans descente de rattrapage l'année suivante comme pour la vague de chaleur de 2003 quand les boomers n'avaient pas encore 60 ans. En 2020, pour le covid-19, les premiers papy-boomers avaient 74 ans. 
Cette hausse de mortalité devrait se lisser en 2035 environ quand les premiers papy-boomers auront 89 ans et seront décédés en majorité. 
D'ici là certains prévoient un nombre de décès pouvant aller jusqu'à 800 000 / an : « 18 janv. 2020 — Si les 20 millions de boomeurs disparaissent en bon ordre, on peut prévoir qu'il y aura des pics de 800 000 décès par an », ce qui serait une augmentation de 50 % (!) par rapport au plateau d'avant 2006, l'ined ayant prévu 40 %. Ce qui pourrait entraîner de fortes mobilisations et modifications de comportement pour la société entière, pas seulement le corps médical et les services aux personnes âgées.

## Discographie
- Vieux Con, chanson de Didier Super sur l'album Vacances à vos frais (2016)